# Lodewijk Victor van Savoye-Carignano
Lodewijk Victor van Savoye (Parijs, 25 september 1721 – Turijn, 16 december 1778) was prins van Carignano van 1741 tot 1778. Hij was een zoon van prins Victor Amadeus I en diens vrouw Victoria Francisca van Savoye.
Op 4 mei 1740 huwde hij te Turijn met Christina van Hessen-Rheinfels-Rotenburg (1717 – 1778), dochter van landgraaf Ernst Leopold. Zij kregen negen kinderen:
- Charlotte Maria Louise (Turijn 17 augustus 1742 – aldaar 21 februari 1794)
- Victor Amadeus (1743 – 1780), prins van Carignano
- Leopolda (Turijn 21 december 1744 – Rome 17 april 1807); ∞ (Turijn 17 mei 1767) prins Giovanni Andrea (IV) Doria Pamphili Landi (Genua 30 oktober 1744 – Rome 28 maart 1820), prins van Melfi
- Polyxena Theresia (Turijn 31 oktober 1746 – aldaar 20 december 1762)
- Gabriella (Turijn 17 mei 1748 – Wenen 19 april 1828); ∞ (Wenen 10 juli 1769) vorst Ferdinand von Lobkowitz (Praag 27 april 1724 – Wenen 11 januari 1784)
- Maria Theresia Louise (1749 – 1792)
- Thomas Maurits (Turijn 6 maart 1751 – aldaar 23 juli 1753)
- Eugenius Ilarion (Turijn 21 oktober 1753 – Domart-sur-la-Luce 30 juni 1785), graaf van Villafranca; ∞ (morganatisch Saint-Malo 20 november 1779) Elizabeth Anne Mahon de Boisgarin (Spézet 22 februari 1765 – Parijs 9 juli 1834)
- Catharina (Turijn 4 april 1762 – Rome 4 september 1823); ∞ (18 oktober 1780) Filippo (III) Giuseppe Colonna (Rome 2 december 1760 – aldaar 23 juni 1818), prins van Paliano